# Charlie St. Cloud
Charlie St. Cloud (bra: A Morte e Vida de Charlie; prt: Sempre que Te Vejo) é um filme de 2010 baseado no romance de Ben Sherwood, The Death and Life of Charlie St. Cloud, publicado em 2004 pela Bantam Books . O filme é dirigido por Burr Steers e estrelado por Zac Efron e Amanda Crew. A história é sobre a escolha de Charlie St. Cloud entre cumprir uma promessa que fez ao irmão mais novo, que morreu em um acidente de carro, ou ir atrás da garota que ama. Em alguns mercados, o filme usou o título completo do livro.

## Enredo
Charlie St. Cloud (Zac Efron) ganha uma bolsa de estudos na universidade de Stanford. Logo depois de sua formatura, Charlie faz uma promessa ao seu irmão mais novo, Sam (Charlie Tahan): treinar Beisebol com ele todos os dias durante 1 hora aos canhões do por do sol até Charlie ir para a faculdade. Em uma noite, a mãe dos dois, Claire (Kim Basinger) pede para Charlie cuidar de Sam, por que ela iria pegar um turno extra no hospital. Sam acaba pegando Charlie saindo escondido e pede uma carona a Charlie para a casa de seu amigo Tommy, mas no meio do percurso um carro bate no carro de Charlie depois um caminhão acerta o lado de Sam. Com sorte, Charlie sobrevive, e tem mais uma segunda chance mas seu irmão não teve a mesma sorte.
Depois do enterro de Sam, Charlie se lembra de sua promessa e por isso, consegue ver o espírito de Sam. Então, Charlie começa a trabalhar como zelador no cemitério onde seu irmão foi enterrado, para ficar mais tempo com ele. Ao mesmo tempo era divertido e um fardo para Charlie. Depois, Charlie conhece uma garota chamada Tess Caroll (Amanda Crew) que lhe mostra que tem que seguir a vida e não ficar no passado e se apaixona por ela. Semanas depois, Tess avisa a Charlie que irá viajar em uma semana, mas em vez de seguir o percurso certo Tess vai direto para a tempestade e fica sumida por muito tempo. Sam tem ciúmes de Tess, pois quanto mais Charlie se conecta no mundo dela, mais ele se afasta do mundo dele. Charlie então descobriu que Tess tinha desaparecido na tempestade, mas ele consegue ver o seu espírito, indo atrás dela. Sam acaba indo para a "luz".
Então quando Charlie vai salvar Tess acaba descobrindo que ele ganhou uma outra chance para salva-la.

## Elenco
- Zac Efron como "Charlie" Charles Percival St. Cloud
- Charlie Tahan como "Sam" Samuel St. Cloud
- Kim Basinger como Claire St. Cloud
- Ray Liotta como Florio Ferrente
- Amanda Crew como Tess Carroll
- Dave Franco como Sully
- Augustus Prew como Alistair Woolley
- Donal Logue como Tink Weatherbee
- Tegan Moss como Cindy
- Chris Massoglia Sam St. Cloud mais velho (cenas deletadas)

## Produção
Uma guerra de lances pelos direitos cinematográficos do livro de Ben Sherwood estourou em abril e maio de 2003, antes de o mesmo ser publicado. Três estúdios competiram para obter os direitos do filme. Universal Studios e Marc Platt (presidente da Universal para produção), ganhou o direito de fazer o livro em um filme, pagando US$ 500.000 a US$ 1 milhão para os direitos (com esse número subindo acima de US$ 1 milhão se o filme for feito). Ben Sherwood foi garantido como produtor executivo do filme, Universal Studios e o produtor executivo Donna Langley foi atribuído à fotografia. Joe Johnston foi inicialmente escolhido para dirigir.
Rascunhos para o roteiro foi escrito por James Schamus e Colick Lewis, mas o roteiro final foi escrito por Craig Pearce. Em março de 2009 Johnston havia sido substituído como diretor por Burr Steers, e Platt tinha chamado a si mesmo como produtor. O primeiro membro do elenco do filme foi Zac Efron. A pré-produção teve início em março de 2009, as filmagens foram previstas para começar em julho de 2009.
As gravações começaram em Vancouver em julho de 2009, e ainda estava em produção a partir de 5 de outubro de 2009. 
A atriz Amanda Crew se juntou ao filme, interpretando Tess Carroll e foi fotografar as cenas seguintes em setembro. Parte do filme foi filmado em um Gibsons, em um restaurante. A atriz Kim Basinger concordou em interpretar Claire St. Cloud, em meados de agosto de 2009. O ator adolescente Chris Massoglia foi contratado em outubro de 2009 para desempenhar a versão mais velha de Sam St. Cloud (As cenas de Massoglia são apenas mostradas em cenas deletadas). Efron fez suas cenas no final de outubro 2009.

## Lançamento
O filme foi lançado nos Estados Unidos em 30 de julho de 2010, na França em 10 de novembro de 2010, na Austrália em 23 de setembro de 2010, em Portugal em 7 de Outubro de 2010, na Alemanha em 7 de Outubro de 2010, no Reino Unido em 8 de outubro de 2010 e no Brasil em dia 14 de janeiro de 2011.

## Recepção
O público pesquisado pelo CinemaScore deu ao filme uma nota média de "B+" em uma escala de A+ a F. 
No consenso do agregador de críticas Rotten Tomatoes diz que, "Zac Efron dá tudo de si, mas Charlie St. Cloud é muito superficial e enjoativo para oferecer muito mais do que colírio para os olhos de seus fãs". Na pontuação onde a equipe do site categoriza as opiniões da grande mídia e da mídia independente apenas como positivas ou negativas, o filme tem um índice de aprovação de 28% calculado com base em 125 comentários dos críticos. Por comparação, com as mesmas opiniões sendo calculadas usando uma média aritmética ponderada, a nota alcançada é 4,6/10.
Em outro agregador, o Metacritic, que calcula as notas das opiniões usando somente uma média aritmética ponderada de determinados veículos de comunicação em maior parte da grande mídia, tem uma pontuação de 37/100, alcançada com base em 36 avaliações da imprensa anexadas no site, com a indicação de "revisões geralmente desfavoráveis".